# Jean Simon Pierre Pinon
Pour les articles homonymes, voir Pinon.
Jean Simon Pierre Pinon, né le 24 novembre 1743 à Chaumuzy (Marne), mort le 1er mars 1816 à Paris, est un général français de la Révolution et de l’Empire.
Il est le beau-père du général Gardanne.

## États de service
Ancien valet de chambre du roi Louis XVI, et membre des jacobins, il est attaché avec le grade de capitaine à la légion du centre, puis comme adjoint aux adjudants-généraux à l’armée du nord du 31 mai au 28 septembre 1792. Il participe au siège de Lille avec la Légion du Centre.
Le 26 janvier 1793, il est nommé lieutenant-colonel au 1er régiment de dragons. Il est le premier officier qui abandonne Dumouriez et prévient les représentants à Valenciennes, ce qui lui vaut d’être fait adjudant-général chef de brigade le 15 mai suivant. Il est affecté auprès du général Chateauneuf-Randon en août 1793, lors du Siège de Lyon, avant de rejoindre l’armée des côtes de Brest.
Il est promu général de brigade provisoire le 11 octobre 1794, à l’armée de Sambre-et-Meuse. Le 13 octobre, il prend le commandement d’une brigade dans la division du général Championnet, avant de passer le 6 avril 1795, dans l’armée de Rhin-et-Moselle, et d’être confirmé dans son grade le 9 août suivant, à l’armée du Nord. Le 9 octobre 1795, il prend le commandement du département de l’Escaut et de Gand, avant de prendre celui d’Ypres. Il est mis en congé de réforme le 22 septembre 1796.
Le 25 octobre 1797, il est remis en activité dans la 10e division militaire, puis le 3 juillet 1799, il rejoint la 12e division militaire. En décembre 1799, il prend le commandement du département de l’Orne, et le 30 juin 1801, il est affecté à la 21e division militaire. Le 23 septembre 1801, il est mis en non activité à la suite de l'arrestation de son secrétaire, qui vendait des exemptions de service militaire aux recrues. 
Le 23 septembre 1802, il reprend du service dans la 12e division militaire, et le 27 août 1803, il est admis à la retraite.
En octobre 1805, il rejoint comme volontaire, l’armée d’Italie commandée par le maréchal Masséna, et en novembre il commande Bassano. En 1806, toujours comme volontaire, il passe dans l’armée de Naples, où il prend le commandement de la province de Bari. Il est de retour en France en décembre 1806.
Il meurt le 1er mars 1816, à Paris.

## Sources
- (en) « Generals Who Served in the French Army during the Period 1789 - 1814: Eberle to Exelmans »
- Thierry Pouliquen, « Les généraux français et étrangers ayant servis [sic] dans la Grande Armée » (consulté le 29 septembre 2014)
- Arthur Chuquet, Ordres et apostilles de Napoléon (1799-1815), paris, librairie ancienne Honoré Champion, 1911, p. 115
- (pl) « Napoléon.org.pl »
- Georges Six, Dictionnaire biographique des généraux & amiraux français de la Révolution et de l'Empire (1792-1814), Paris : Librairie G. Saffroy, 1934, 2 vol., p. 314-315